# GOLDEN☆BEST 玉置浩二 1993-2007
『GOLDEN☆BEST 玉置浩二 1993-2007』（ゴールデンベスト たまきこうじ 1993-2007）は、日本のシンガーソングライターである玉置浩二の5作目のベスト・アルバム。
2011年12月21日にソニー・ミュージックダイレクトからリリースされた。ベスト・アルバムとしては『ゴールデン☆ベスト 玉置浩二 アーリー・タイムズ・プラス』（2003年）からおよそ8年振りのリリースとなった。ソニー・ミュージックレコーズおよびファンハウス在籍時にリリースしたシングルおよびアルバムから選曲された2枚組ベストであり、DISC-1は玉置のシングル表題曲のみで構成され、DISC-2は玉置による安全地帯においてリリースされた楽曲のセルフカバー・アルバム、オリジナル・アルバム、ライブ・アルバムの収録曲に加えて、安全地帯名義のシングル曲も選曲されている。

## 構成
1993年から2007年までのソニー・ミュージックレコーズおよびファンハウスからリリースされた全シングル表題曲の他に、ライブ・アルバム『T』（1995年）、7枚目のオリジナル・アルバム『GRAND LOVE』（1998年）、セルフカバー・アルバム『ワインレッドの心』（1999年）、8枚目のオリジナル・アルバム『ニセモノ』（2000年）からそれぞれ選曲されており、さらに安全地帯名義でリリースされたシングルも収録されている。
| DISC 1 - 「元気な町」（1993年） - 7枚目のシングル。 - 「LOVE SONG」（1994年） - 8枚目のシングル。 - 「STAR」（1995年） - 9枚目のシングル。 - 「メロディー」（1996年） - 10枚目のシングル。 - 「田園」（1996年） - 11枚目のシングル。 - 「MR.LONELY」（1997年） - 12枚目のシングル。 - 「ルーキー」（1998年） - 13枚目のシングル。 - 「HAPPY BIRTHDAY〜愛が生まれた〜」（1998年） - 14枚目のシングル。 - 「虹色だった」（1999年） - 15枚目のシングル。 - 「aibo」（2000年） - 16枚目のシングル。 - 「このリズムで」（2001年） - 17枚目のシングル。 - 「しあわせのランプ」（2004年） - 18枚目のシングル。 - 「愛されたいだけさ」（2005年） - 19枚目のシングル。 - 「いつもどこかで」（2005年） - 20枚目のシングル。 - 「プレゼント」（2005年） - 21枚目のシングル。 - 「Lion」（2006年） - 22枚目のシングル。 - 「惑星」（2007年） - 23枚目のシングル。 | DISC 2 - 『T』（1995年） - 「ロマン (1995 LIVE)」 - 2枚目のアルバム『あこがれ』（1993年）収録曲のライブ・バージョン。 - 「コール (1995 LIVE)」 - 『あこがれ』（1993年）収録曲のライブ・バージョン。 - 「星になりたい (1995 LIVE)」 - 4枚目のアルバム『LOVE SONG BLUE』（1994年）収録曲のライブ・バージョン。 - 『GRAND LOVE』（1998年） - 「願い」 - 7枚目のアルバム収録曲。 - 『ワインレッドの心』（1999年） - 「ワインレッドの心」 - 安全地帯名義の4枚目のシングルのセルフカバー・バージョン。 - 「恋の予感」 - 安全地帯名義の7枚目のシングルのセルフカバー・バージョン。 - 「悲しみにさよなら」 - 安全地帯名義の9枚目のシングルのセルフカバー・バージョン。 - 「夏の終りのハーモニー」 - 安全地帯名義の12枚目のシングルのセルフカバー・バージョン。 - 「あなたに」 - 安全地帯名義の4枚目のアルバム『安全地帯II』（1984年）収録曲のセルフカバー・バージョン。 - 「夢のつづき」 - 安全地帯名義の4枚目のアルバム『安全地帯IV』（1985年）収録曲のセルフカバー・バージョン。 - 「碧い瞳のエリス」 - 安全地帯名義の10枚目のシングルのセルフカバー・バージョン。 - 『ニセモノ』（2000年） - 「常夜灯」 - 8枚目のアルバム収録曲。 - 「出逢い」（2002年） - 安全地帯名義の24枚目のシングル。 - 「反省」（2002年） - 安全地帯名義の25枚目の両A面シングル。 - 「あの頃へ」（2002年） - 安全地帯名義の25枚目の両A面シングル。 - 「雨のち晴れ」（2003年） - 安全地帯名義の26枚目の両A面シングル。 - 「ショコラ」（2003年） - 安全地帯名義の26枚目の両A面シングル。 |

## 収録曲
| #         | タイトル                           | 作詞                           | 作曲      | 編曲                               | 時間  |
| --------- | ---------------------------------- | ------------------------------ | --------- | ---------------------------------- | ----- |
| 1.        | 「元気な町」                       | 玉置浩二                       | 玉置浩二  | 玉置浩二                           | 5:10  |
| 2.        | 「LOVE SONG」                      | 玉置浩二、田村コウ             | 玉置浩二  | 玉置浩二、星勝                     | 5:42  |
| 3.        | 「STAR」                           | 玉置浩二、田村コウ             | 玉置浩二  | 玉置浩二                           | 4:13  |
| 4.        | 「メロディー」                     | 玉置浩二                       | 玉置浩二  | 玉置浩二                           | 4:37  |
| 5.        | 「田園」                           | 玉置浩二、須藤晃               | 玉置浩二  | 玉置浩二、藤井丈司                 | 3:41  |
| 6.        | 「MR.LONELY」                      | 玉置浩二                       | 玉置浩二  | 玉置浩二                           | 5:19  |
| 7.        | 「ルーキー」                       | 玉置浩二                       | 玉置浩二  | 玉置浩二                           | 3:07  |
| 8.        | 「HAPPY BIRTHDAY〜愛が生まれた〜」 | 玉置浩二                       | 玉置浩二  | 玉置浩二                           | 4:40  |
| 9.        | 「愛だったんだよ」                 | 玉置浩二                       | 玉置浩二  | 玉置浩二                           | 4:46  |
| 10.       | 「虹色だった」                     | 玉置浩二、須藤晃               | 玉置浩二  | 玉置浩二                           | 4:07  |
| 11.       | 「aibo」                           | 玉置浩二                       | 玉置浩二  | 玉置浩二                           | 3:51  |
| 12.       | 「このリズムで」                   | 玉置浩二                       | 玉置浩二  | 玉置浩二、矢萩渉、安藤さと子       | 3:35  |
| 13.       | 「しあわせのランプ」               | 玉置浩二、須藤晃               | 玉置浩二  | 玉置浩二                           | 4:00  |
| 14.       | 「愛されたいだけさ」               | 松井五郎                       | 玉置浩二  | 玉置浩二、安藤さと子、青木タイセイ | 4:35  |
| 15.       | 「いつもどこかで」                 | 玉置浩二、松井五郎、安藤さと子 | 玉置浩二  | 玉置浩二、安藤さと子               | 4:23  |
| 16.       | 「プレゼント」                     | 松井五郎                       | 玉置浩二  | 玉置浩二、安藤さと子               | 4:20  |
| 17.       | 「Lion」                           | 松井五郎                       | 玉置浩二  | 玉置浩二、安藤さと子               | 4:12  |
| 18.       | 「惑星」                           | 松井五郎                       | 玉置浩二  | 玉置浩二、安藤さと子               | 3:48  |
| 合計時間: | 合計時間:                          | 合計時間:                      | 合計時間: | 合計時間:                          | 78:06 |

| #         | タイトル                                  | 作詞               | 作曲                 | 編曲                                       | 時間  |
| --------- | ----------------------------------------- | ------------------ | -------------------- | ------------------------------------------ | ----- |
| 1.        | 「ワインレッドの心」                      | 井上陽水           | 玉置浩二             | 竹内純                                     | 4:27  |
| 2.        | 「恋の予感」                              | 井上陽水           | 玉置浩二             | 竹内純                                     | 4:59  |
| 3.        | 「悲しみにさよなら」                      | 松井五郎           | 玉置浩二             | 竹内純                                     | 4:51  |
| 4.        | 「夏の終りのハーモニー」                  | 井上陽水           | 玉置浩二             | 竹内純                                     | 4:04  |
| 5.        | 「ロマン (1995 LIVE)」                    | 須藤晃             | 玉置浩二             | 倉田信雄                                   | 4:51  |
| 6.        | 「コール (1995 LIVE)」                    | 須藤晃             | 玉置浩二             | 倉田信雄                                   | 5:30  |
| 7.        | 「星になりたい (1995 LIVE)」              | 玉置浩二           | 玉置浩二             | 倉田信雄                                   | 5:21  |
| 8.        | 「出逢い」(安全地帯)                      | 松井五郎、玉置浩二 | 玉置浩二、安藤さと子 | 安全地帯、星勝                             | 3:10  |
| 9.        | 「反省 (Single Version)」(安全地帯)       | 松井五郎           | 玉置浩二             | 安全地帯、星勝／ストリングスアレンジ: 星勝 | 4:07  |
| 10.       | 「あの頃へ (2003 New Version)」(安全地帯) | 松井五郎           | 玉置浩二             | 安全地帯、星勝／ストリングスアレンジ: 星勝 | 5:19  |
| 11.       | 「雨のち晴れ」(安全地帯)                  | 黒須チヒロ         | 玉置浩二             | 安全地帯、星勝                             | 3:31  |
| 12.       | 「ショコラ」(安全地帯)                    | 黒須チヒロ         | 玉置浩二             | 安全地帯、星勝                             | 3:58  |
| 13.       | 「夢のつづき」                            | 松井五郎           | 玉置浩二             | 竹内純                                     | 5:10  |
| 14.       | 「あなたに」                              | 松井五郎           | 玉置浩二             | 竹内純                                     | 4:00  |
| 15.       | 「碧い瞳のエリス」                        | 松井五郎           | 玉置浩二             | 竹内純                                     | 4:28  |
| 16.       | 「常夜灯」                                | 玉置浩二、須藤晃   | 玉置浩二             | 玉置浩二                                   | 4:02  |
| 17.       | 「願い」                                  | 玉置浩二           | 玉置浩二、安藤さと子 | 玉置浩二                                   | 3:18  |
| 合計時間: | 合計時間:                                 | 合計時間:          | 合計時間:            | 合計時間:                                  | 75:06 |

## チャート
| チャート         | 最高順位 | 登場週数 | 売上数 | 出典  |
| ---------------- | -------- | -------- | ------ | ----- |
| 日本（オリコン） | 229位    | 2回      | -      | [ 1 ] |

## リリース日一覧
| No. | リリース日     | レーベル                       | 規格 | カタログ番号 | 備考 | 出典        |
| --- | -------------- | ------------------------------ | ---- | ------------ | ---- | ----------- |
| 1   | 2011年12月21日 | ソニー・ミュージックダイレクト | CD   | MHCL-1959    |      | [ 2 ] [ 3 ] |